# Liga Mexicana de Béisbol 1942
La Temporada 1942 de la Liga Mexicana de Béisbol fue la edición número 18. Se mantiene en 6 el número de equipos pero hubo un cambio de sede, los Rojos del Águila de Veracruz se convierten en Puebla quienes el año anterior tuvieron una breve aparición pero se mudaron a Veracruz. El equipo de Rojos del México cambia su nombre al de los Diablos Rojos del México y el equipo de Carta Blanca de Monterrey cambia de nombre al de Industriales de Monterrey. El calendario constaba de 88 juegos en un rol corrido, el equipo con el mejor porcentaje de ganados y perdidos se coronaba campeón de la liga.
El Unión Laguna de Torreón obtuvo el primer campeonato de su historia al terminar en primer lugar con marca de 48 ganados y 40 perdidos, con un juego y medio de ventaja sobre los Industriales de Monterrey. El mánager campeón fue Martín Dihigo.

## Equipos participantes
| Liga Mexicana de Béisbol 1942 |           |                       |            |           |
| Equipo                        | Fundación | Ciudad                | Estadio    | Capacidad |
| Alijadores de Tampico         | 1937      | Tampico, Tamaulipas   | Alijadores | 7,000     |
| Azules de Veracruz            | 1940      | México, D. F.         | Delta      | 20,000    |
| Diablos Rojos del México      | 1940      | México, D. F.         | Delta      | 20,000    |
| Industriales de Monterrey     | 1939      | Monterrey, Nuevo León | Cuauhtémoc | 8,000     |
| Puebla                        | 1938      | Puebla, Puebla        | Puebla     | 5,000     |
| Unión Laguna de Torreón       | 1940      | Torreón, Coahuila     | Revolución | 9,500     |

## Posiciones
| Liga Mexicana de Béisbol | Liga Mexicana de Béisbol | Liga Mexicana de Béisbol | Liga Mexicana de Béisbol | Liga Mexicana de Béisbol |
| Equipo                   | JG                       | JP                       | PCT                      | JV                       |
| ------------------------ | ------------------------ | ------------------------ | ------------------------ | ------------------------ |
| Torreón                  | 48                       | 40                       | .545                     | -                        |
| Monterrey                | 46                       | 41                       | .529                     | 1.5                      |
| Tampico                  | 44                       | 40                       | .524                     | 2.0                      |
| Puebla                   | 42                       | 45                       | .483                     | 5.5                      |
| México                   | 40                       | 47                       | .460                     | 7.5                      |
| Veracruz                 | 39                       | 46                       | .459                     | 7.5                      |

| Campeón de la Liga |

## Juego de Estrellas
El Juego de Estrellas de la LMB se realizó el 16 de septiembre en el Parque Delta en México, D. F. La selección de jugadores de los equipos del Sur se impuso a la selección de jugadores de los equipos del Norte 15 carreras a 6.

## Designaciones
Se designó como novato del año a Jesús Díaz del Unión Laguna de Torreón.

## Acontecimientos relevantes
- Martín Dihigo del Unión Laguna de Torreón gana por segunda ocasión en la historia de la liga la Triple Corona de pitcheo, al terminar con 0.759 de porcentaje de ganados y perdidos con marca de 22-7, 2.53 en porcentaje de carreras limpias y 211 Ponches.[3]
- Jesús "Cochihuila" Valenzuela de los Alijadores de Tampico impone récord de juegos ganados en una temporada con 25. El récord sería roto por Ramón Bragaña en la temporada de 1944.[4]